# Quảng Cư
Quảng Cư là một phường thuộc thành phố Sầm Sơn, tỉnh Thanh Hóa, Việt Nam.

## Địa lý
Phường Quảng Cư nằm ở hữu ngạn sông Mã, có vị trí địa lý:
- Phía đông giáp Biển Đông
- Phía tây giáp phường Quảng Tiến
- Phía nam giáp phường Trung Sơn
- Phía bắc giáp huyện Hoằng Hóa với ranh giới là sông Mã.

Phường Quảng Cư có diện tích 6,42 km², dân số năm 2016 là 11.403 người, mật độ dân số đạt 1.776 người/km².

## Lịch sử
Vùng đất thuộc xã Quảng Cư ngày nay, vào đầu thế kỉ 19 thuộc tổng Giặc Thượng, huyện Quảng Xương, phủ Tĩnh Gia, nội trấn Thanh Hóa. Năm Minh Mạng thứ 2 (1821), tổng Giặc Thượng đổi thành tổng Kính Thượng, sau đổi thành tổng Cung Thượng, huyện Quảng Xương, phủ Tĩnh Gia, tỉnh Thanh Hóa.
Đến trước Cách mạng tháng Tám (1945), là một phần đất của các làng: làng Trấp (thôn Cá Lập), xã Lương Niệm; làng Trung (thôn Lộc Trung), làng Vạn (Thanh Khê), làng Triều (Triều Dương), xã Triều Thanh Lộc, thuộc tổng Cung Thượng. Từ tháng 6 năm 1946 đến tháng 11 năm 1947 là một phần đất của xã Bắc Sơn, huyện Quảng Xương.
Từ tháng 11 năm 1947, các xã Sầm Sơn và Bắc Sơn sáp nhập thành xã Quảng Tiến, huyện Quảng Xương. Tháng 6 năm 1954, xã Quảng Tiến được chia thành các xã Quảng Tiến (mới), Quảng Sơn, Quảng Tường và Quảng Cư.
Năm 1981, xã Quảng Cư được chuyển từ huyện Quảng Xương về thị xã Sầm Sơn mới thành lập
Ngày 19 tháng 4 năm 2017, Ủy ban Thường vụ Quốc hội ban hành Nghị quyết số 368/NQ-UBTVQH14 về việc:
- Thành lập phường Quảng Cư thuộc thị xã Sầm Sơn trên cơ sở toàn bộ 6,42 km² diện tích tự nhiên và 11.403 người của xã Quảng Cư.
- Thành lập thành phố Sầm Sơn thuộc tỉnh Thanh Hóa. Phường Quảng Cư trực thuộc thành phố Sầm Sơn.

Phường Quảng Cư hiện nay gồm các khu dân cư: Thu Hảo, Hồng Thắng, Công Vinh, Cường Thịnh, Quang Vinh (xưa thuộc làng Trấp), Thành Thái, Minh Cát (xưa thuộc làng Vạn), Trung Chính (xưa thuộc làng Trung), Tiến Lợi (xưa thuộc làng Triều) và Thành Thắng (mới thành lập năm 1976, di cư từ xã Quảng Đại)..

## Văn hóa
- Đền Bà Triệu tại thôn Công Vinh, di tích cấp tỉnh.[9]
- Đền Thanh Khê tại thôn Minh Cát, thờ Tứ vị Hồng Thánh Nương, di tích cấp tỉnh.[9]
- Nhà thờ họ Trương Đức, di tích cấp tỉnh.[9]